# 로봇과 제국
로봇과 제국(Robots and Empire)은 1985년 아이작 아시모프(Isaac Asimov)가 쓴 SF이다.

## 줄거리
앞서의 주인공이었던 베일리 형사는 죽고 남은 두 로봇인 R. 다닐 올리브와 지스카드, 그리고 그 소유자인 우주인 글라디아의 이야기이다. 솔라리스 행성에서 나오는 전파가 사라지는 사건이 일어나고 그것을 조사하기 위해 글라디아와 두 로봇이 지구인들과 함께 가며 여러 가지 모험을 겪게된다. 또한 글라디아의 아들은 자신의 출세를 위해 지구를 위험에 빠트리기 위한 음모를 꾸미게 된다. 이후 제국을 이루는 지구인들의 이야기의 시작이다.

## 작품의 위치
아이작 아시모프의 기나긴 이야기의 여정의 초기에 해당되는 작품으로 그의 작품은 거의 모든 작품이 하나의 세계관을 이루고 있는 점이 매우 흥미롭고 재미를 더해준다. 시리즈의 네번째이자 마지막 책에 해당한다.